# 米爾維爾 (密蘇里州)
米爾維爾（英語：Millville）是位於美國密蘇里州雷縣的非建制地區。

## 歷史
米爾維爾的郵局於1849年設立，其後於1906年停運。

## 地理
米爾維爾所處的海拔為高於海平面237米（即778英呎），而該地所採用的時區為UTC-6，即北美中部時區（CST）。同時該地設有夏令時間，為UTC-6調快一小時，即UTC-5（CDT）。